# Jerry Junior
Jerry Junior è il terzo romanzo della scrittrice statunitense Jean Webster. Pubblicato inizialmente a puntate sulle note riviste americane Lady's Home Journal e Woman's Home Companion, venne pubblicato in forma di libro nell'aprile del 1907.
Ambientato sul Lago di Garda agli albori del Novecento, il libro trae ispirazione dai viaggi in Italia dell'autrice. 

## Trama
Jerymn Hilliard Junior detto "Jerry" è un giovane scapolo americano in vacanza a Valedolmo, sul lago di Garda. Durante il suo soggiorno all'Hotel du Lac conosce la bellissima Costance Wilder, giovane turista americana che soggiorna con il padre in una villa poco distante dall'albergo. Grazie all'aiuto di Gustavo, il simpatico capocameriere che parla un bizzarro miscuglio di italiano e inglese, Jerry finge di essere una guida alpina per far colpo su Costance. La ragazza, che lo smaschera fin dall'inizio, decide comunque di stare ironicamente al gioco.

## Curiosità
- Il personaggio di Constance Wilder compare anche in un altro romanzo di Jean Webster intitolato Just Patty, ambientato alcuni anni prima.

- In un capitolo di Just Patty viene menzionato anche il nome di Jerry Junior.

## Edizioni in italiano
- Jean Webster, Jerry Junior, traduzione e cura di Sara Staffolani, collana Five Yards, vol. 16, flower-ed, 2020. ISBN 978-8885628779